# Menhir de Ceinturat
Le menhir de Ceinturat est un menhir situé à Cieux, en France.

## Localisation
Le menhir est situé dans le département français de la Haute-Vienne, sur la commune de Cieux, à l'ouest du hameau de Ceinturat.
il est classé monument historique et date du Néolithique. Il s’agit du plus grand menhir de Haute-Vienne. Sa hauteur au-dessus du sol est de 5,10 mètres et il est enterré de 2 mètres
Le menhir d'Arnac est situé à 1 600 m au sud-est.

## Historique
Le menhir est classé au titre des monuments historiques en 1889.

## Légendes
Il coexiste plusieurs légendes autour du menhir de Ceinturat. La première serait réservée aux futurs mariés. Ceux qui veulent s’unir dans l’année devront lancer une pierre sur la fameuse corniche d’une hauteur non négligeable de 3,6 mètres. 
La deuxième serait que le sort est également valable pour les femmes ne pouvant pas avoir d’enfants. Si la pièce leur retombait sur une partie du corps, elles tomberaient enceintes. 
Concernant la dernière légende, ce menhir aurait été édifié par Dieu lui-même, transformant en bloc de granit la quenouille que la Sainte Vierge avait laissée dans la bruyère.